# 다나베 도모지
다나베 도모지(일본어: 田鍋友時, 1895년 9월 18일 ~ 2009년 6월 19일)는 일본의 슈퍼센티네리언으로, 113세의 나이로 사망 당시 2년 146일 동안 세계에서 가장 나이 많은 사람이었다. 다나베는 2006년 6월 12일 도쿠다 니지로(111세)가 사망한 후 일본 최고령 남성이 되었다. 2007년 1월 24일 115세의 에밀리아노 메르카도 델 토로가 사망하자 다나베는 세계에서 가장 오래된 생년월일을 가진 남성이 되었다. 다나베는 세계에서 7번째로 오래 산 검증된 인물이며, 일본에서는 세 번째로 나이가 많은 인물이다(치넨 카마와 시라이시 치요에 이어). 다나베는 기무라 지로에몬 이전에 일본에서 가장 나이가 많은 사람이기도 했다.